# Брахмагупта
Брахмагупта (или Брамагупта, санскр. ब्रह्मगुप्त, ок. 598 — 670) — индийский математик и астроном. Руководил обсерваторией в Удджайне. Оказал существенное влияние на развитие астрономии в Византии и исламских странах, стал использовать алгебраические методы для астрономических вычислений, ввёл правила операций с нулём, положительными и отрицательными величинами. До нашего времени сохранилось его основное сочинение «Брахма-спхута-сиддханта» («Правильно изложенное учение Брахмы», или «Разъяснение совершенной системы Брахмы»). Большая часть сочинения посвящена астрономии, две главы (12-я и 18-я) — математике.

## Биография
Брахмагупта родился приблизительно в 598 году. Это следует из книги «Брахма-спхута-сиддханта», в которой он сообщает, что написал этот текст в возрасте 30 лет в 628 году (550 год сакской эры). Брахмагупта родился в Бхилламале в штате Раджастхан Северо-Западной Индии, который в то время был столицей страны династии Гурджара. Его отцом был Джишнугупта. Вероятно, он прожил большую часть жизни в Бхинмале во время правления (и, возможно, под покровительством) правителя Вьяграмукхи, поэтому его нередко именуют Бхилламалачарья (учитель из Бхилламалы). Брахмагупта был руководителем астрономической обсерватории в Удджайне. Обсерватория, в которой также работал Варахамихира, была лучшей в древней Индии.

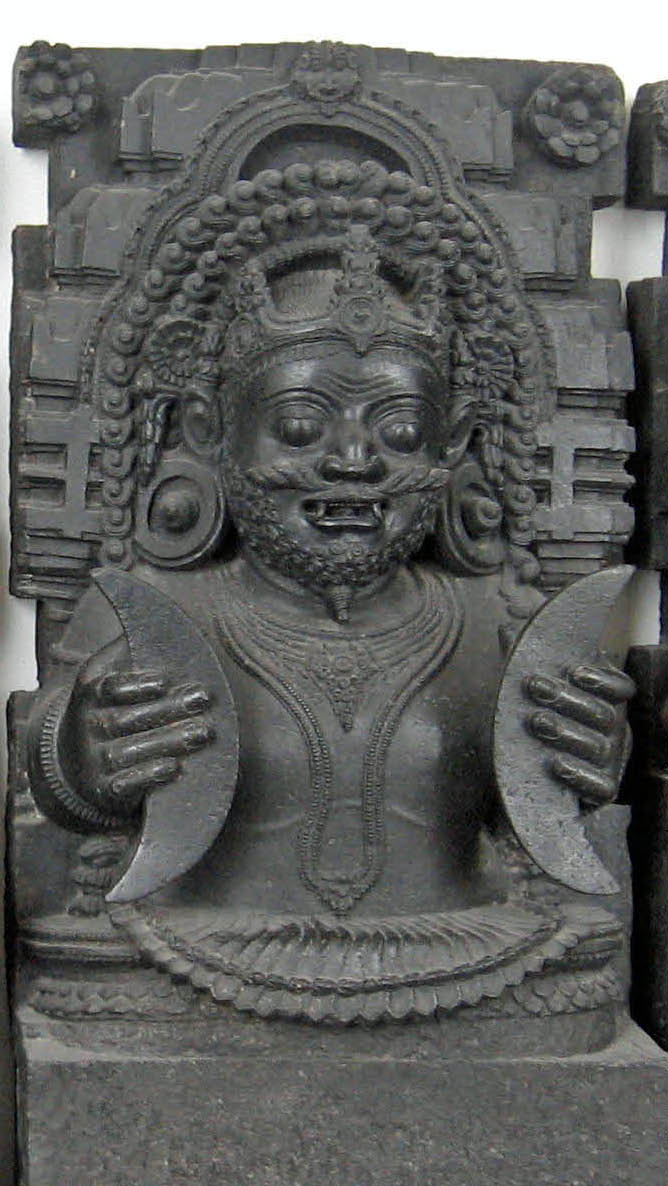
Голова Раху, желая отомстить Солнцу и Луне, иногда проглатывает их, вызывая таким образом солнечные и лунные затмения

На исследования Брахмагупты оказали серьёзное влияние его религиозные взгляды. Будучи правоверным индуистом, он критиковал космологические воззрения некоторых его современников, в частности точку зрения Ариабхаты, утверждающего что Земля есть вращающаяся сфера. Брахмагупта спорил с Ариабхатой и о природе солнечных затмений:
| Среди людей есть такие, которые думают, что затмения вызываются не Головой [дракона Раху]. Это абсурдное мнение, ибо это она вызывает затмения, и большинство жителей мира говорят, что именно она вызывает их. В Ведах, которые есть Слово Божие, из уст Брахмы говорится, что Голова вызывает затмения. Напротив того, Ариабхата, идя наперекор всем, из вражды к упомянутым священным словам утверждает, что затмение вызывается не Головой, а только Луной и тенью Земли… Эти авторы должны подчиниться большинству, ибо всё, что есть в Ведах — священно. |

Хотя Брахмагупта был знаком с работами Ариабхаты, неизвестно, был ли он знаком также с работами Бхаскары. Работы Брахмагупты содержат многочисленные критические замечания в адрес современных ему астрономов, а содержание «Брахма-спхута-сиддханты» свидетельствует о расколе среди индийских математиков того времени. Разногласия были обусловлены в значительной степени выбором астрономических параметров и теории. Критика теорий оппонентов Брахмагупты содержится в первых двенадцати главах «Брахма-спхута-сиддханты» и отсутствует в тринадцатой и восемнадцатой главах.
Арабский учёный Аль-Бируни в своей книге «Китаб аль-Хинд» (около 1035) проанализировал и описал идеи индийских астрономов. В своей работе он ссылается на Брахмагупту как самый крупный авторитет.

## Основные труды
Известно два основных труда Брахмагупты: «Брахма-спхута-сиддханта» (ब्राह्मस्फुटसिद्धान्त) (628) и «Кхандакхадьяка» (खण्डखाद्यक) (665).

### Брахма-спхута-сиддханта
«Брахма-спхута-сиддханта» («Усовершенствованное учение Брахмы», или «Пересмотр системы Брахмы») — самый известный труд Брахмагупты, посвящённый математике и астрономии. Трактат написан стихами и содержит только результаты без доказательств. Труд состоит из 25 глав (в других источниках говорится о 24 главах и приложении с таблицами).
Первые 10 глав, которые представляют собой типичный текст по астрономии того периода, часто рассматриваются отдельно как первая версия работы, так как существуют манускрипты, содержащие только эти главы. Этот текст носит название Дашадхьяйи. В нём содержатся в частности расчёты средней и истинной долготы, вычисление суточного вращения, расчёт солнечных и лунных затмений, методы расчёта положения небесных тел с течением времени (эфемериды), их восходов и заходов, соединений.
Следующие 15 глав содержат значительные дополнения и уточнения к первым главам, а также главы по математике. Математические главы дают представление о двух основных подходах индийских математиков: «математика процедур», или алгоритмы, и «математика семян», или уравнения. 12-я глава книги носит название «Математика», она посвящена простейшим арифметическим операциям, пропорциям, задачам на смешение и рядам, что составляло основную часть практической математики во времена Брахмагупты. 18-я глава, «Распылитель», имеет прямое отношение к алгебре, но поскольку такого термина ещё не существовало, названа по первой задаче, рассматриваемой в главе.
Во второй половине VIII века халиф из династии Аббасидов Абу Джафар аль-Мансур (712—775) пригласил в Багдад учёного из Удджайна по имени Канках, который преподавал индийскую систему астрономии на основе «Брахма-спхута-сиддханта». Халиф заказал письменный перевод книги на арабский язык, который был осуществлён математиком и философом Ибрахимом аль-Фазари в 771 году. Перевод, выполненный в виде таблиц — зиджа — с необходимыми пояснениями и рекомендациями, получил название «Большой Синдхинд». Известно, что этой работой пользовался ал-Хорезми для написания своих трудов по астрономии («Зидж ал-Хорезми») и арифметике («Книга об индийском счёте»). Считается, что перевод последней в XI веке на латинский язык сыграл решающую роль в распространении позиционной системы счисления.
«Брахма-спхута-сиддханта» была переведена китайскими математиками VII—IX веков (известно по крайней мере четыре перевода), позволив таким образом распространить десятичную систему среди китайских учёных. В 1817 году две математические главы были переведены на английский Генри Томасом Колбруком.
В 860 году индийский математик Притхудака Свами написал комментарии к работе, которые носят название Васана-бхашья. От полных комментариев сохранилось только несколько манускриптов. Известно также несколько анонимных комментариев к полной версии сочинения и к первым десяти главам. В Индии работа Брахмагупты была опубликована в 1902 и 1966 годах.

### Кхандакхадьяка
Вторая работа Брахмагупты, Кхандакхадьяка (A Piece Eatable), была написана в 665 году. Она состоит из 8 глав. В этой работе Брахмагупта уточнил и упростил ряд астрономических расчётов, пользуясь во многом системой, предложенной Ариабхатой. Кроме того, она включает интерполяционную формулу для вычисления синусов. В VIII веке Кхандакхадьяка была переведена на арабский язык под названием «Арканд».
Комментарии к Кхандакхадьяке были написаны в 864, 966, 1040, 1180 годах, некоторые из них не сохранились. Сама книга была напечатана в Калькутте в 1925 и 1941 годах. Перевод на английский язык осуществил Прабодх Чандра Сенгупта в 1934 году.

## Вклад в математику
В своей работе Брахма-спхута-сиддханта Брахмагупта дал определение нуля как результат вычитания из числа самого числа. Он одним из первых установил правила арифметических операций над положительными и отрицательными числами и нулём, рассматривая при этом положительные числа как имущество, а отрицательные числа как долг. Далее Брахмагупта пытался расширить арифметику дав определение деления на ноль. Согласно Брахмагупте,
- Деление нуля на ноль есть ноль;
- Деление положительного или отрицательного числа на ноль есть дробь с нулём в знаменателе;
- Деление нуля на положительное или отрицательное число есть ноль.

Брахмагупта предложил три метода умножения многозначных чисел в столбик (основной и два упрощённых), которые близки к тем, что используются в настоящее время. Основной метод Брахмагупта назвал «гомутрика», что в переводе Ифра означает «как траектория мочи коровы» (англ. "like the trajectory of cow's urine").
Брахмагупта также предложил метод приближённого вычисления квадратного корня, эквивалентный итерационной формуле Ньютона (Newton-Raphson), метод решения некоторых неопределённых квадратных уравнений вида ax2 + c = y2, метод решения неопределённых линейных уравнений вида ax + c = by, используя метод последовательных дробей.
Он определил сумму квадратов и кубов первых n чисел через сумму первых n чисел, утверждая что «Сумма квадратов есть сумма чисел, умноженная на удвоенное число шагов, увеличенное на единицу, и делённая на три. Сумма кубов есть квадрат суммы чисел до одного и того же числа». Формулы, которые можно записать как …, приводятся без доказательства.
В работе Кхандакхадьяка Брахмагупта предложил интерполяционную формулу второго порядка, являющуюся частным случаем выведенной более чем через 1000 лет интерполяционной формулы Ньютона — Стирлинга. Он использовал её для интерполяции значений синуса в составленных им тригонометрических таблицах. Формула даёт оценку значения функции f при значении её аргумента a + xh (при h > 0 и −1 ≤ x ≤ 1), когда её значение уже известно в точках a − h, a и a + h. Она записывается следующим образом:
{\displaystyle f(a+xh)\approx f(a)+x\left({\frac {\Delta f(a)+\Delta f(a-h)}{2}}\right)+{\frac {x^{2}\Delta ^{2}f(a-h)}{2!}},}
где Δ — оператор восходящей конечной разности первого порядка, то есть
{\displaystyle \Delta f(a)\ {\stackrel {\mathrm {def} }{=}}\ f(a+h)-f(a).}

Формула Брахмагупты для четырёхугольника

Брахмагупта предложил формулу вычисления площади четырёхугольника, вписанного в окружность. Формула Брахмагупты является обобщением формулы Герона для площади треугольника. А именно, площадь S вписанного в окружность четырёхугольника со сторонами a, b, c, d и полупериметром p равна
{\displaystyle S={\sqrt {(p-a)(p-b)(p-c)(p-d)}}.}
При этом сам Брахмагупта не уточнил, что формула верна только для четырёхугольников, которые можно вписать в окружность, поэтому некоторые историки полагают здесь ошибку Брахмагупты.
Известна ещё одна формула Брахмагупты для радиуса описанной окружности произвольного треугольника:
{\displaystyle R={\frac {ab}{2h_{c}}}={\frac {bc}{2h_{a}}}={\frac {ac}{2h_{b}}},}
где a, b, c — стороны треугольника, ha, hb и hc — его высоты.

#### Тождество Брахмагупты
Тождество Брахмагупты утверждает, что произведение двух сумм двух квадратов само является суммой двух квадратов, причём двояким образом.
{\displaystyle (a^{2}+b^{2})(c^{2}+d^{2})=(ac-bd)^{2}+(ad+bc)^{2}=(ac+bd)^{2}+(ad-bc)^{2}.}
К примеру,
{\displaystyle (1^{2}+4^{2})(2^{2}+7^{2})=26^{2}+15^{2}=30^{2}+1^{2}.}

#### Теорема Брахмагупты

Теорема Брахмагупты утверждает, что AF = FD

Пусть имеется вписанный четырёхугольник, диагонали которого взаимно перпендикулярны. Опустим из точки пересечения диагоналей перпендикуляр на одну из его сторон. Будучи продолженным по другую сторону от точки пересечения диагоналей, этот перпендикуляр делит противоположную сторону четырёхугольника на две равные части.

#### Задача Брахмагупты
Задача Брахмагупты — построить с помощью циркуля и линейки вписанный четырёхугольник по четырём его сторонам.
Одно из решений использует окружность Аполлония.

## Вклад в астрономию
Брахмагупта полагал Землю неподвижной (не вращающейся вокруг своей оси) и в своей работе Брахма-спхута-сиддханта указал продолжительность года как 365 дней 6 часов 5 минут и 19 секунд, в то же время в последующей работе Кхандакхадьяка продолжительность года указана как 365 дней 6 часов 12 минут и 36 секунд. Возможно, что второе значение было взято у Ариабхаты.
Астрономические представления Брахмагупты, изложенные в Брахма-спхута-сиддханта, свидетельствуют о высоком уровне его исследований и научной прозорливости. Так, в седьмой главе труда, которая называется «О затмении Луны», Брахмагупта опровергает представление о том, что Луна находится дальше от Земли, чем Солнце.

7.1. Если бы Луна была выше Солнца, то её ближняя к Солнцу половина всегда была бы освещена.
7.2. Аналогично, освещённая Солнцем часть Луны всегда была бы видна, а неосвещённая часть оставалась бы невидимой.
7.3. Яркость [освещённой части Луны] увеличивается в направлении Солнца. В конце светлого полумесяца половина освещена и другая половина темна. Таким образом, высота рогов полумесяца может быть вычислена.

Брахмагупта объясняет, что поскольку Луна ближе к Земле, чем Солнце, степень освещённости Луны зависит от взаимного расположения Солнца и Луны и может быть вычислена исходя из величины угла между этими двумя небесными телами.
Важным вкладом Брахмагупты в астрономию являются методы расчёта положения небесных тел с течением времени (эфемериды), их восходов и заходов, соединений, а также расчёта солнечных и лунных затмений. Брахмагупта подверг критике представления пуранической космологии о том, что Земля является плоской или полой. Он утверждал что Земля и небо имеют сферическую форму и что Земля движется. В 1030 году газневидский астроном Абу аль-Райхан аль-Бируни в своем труде «Та’рих аль-Хинд» прокомментировал работу Брахмагупты. Бируни отмечал, что на замечания критиков теории шарообразной Земли
(«Если бы это было так, камни и деревья будут падать с земли») Брахмагупта ответил:

Напротив, если бы это было так, то Земля не могла бы сохранять свою форму даже в течение минут. […] Все тяжёлые вещи притягиваются к центру Земли […] Земля одинакова со всех сторон. Все люди на Земле стоят, и все тяжёлые вещи падают на землю по закону природы, так устроена природа Земли, чтобы притягивать и держать вещи, также как природа воды — течь, огня — гореть, ветра — приводить в движение … Земля — это единственная низкая вещь, все предметы всегда вернутся к ней из любого направления, куда бы вы их не бросили, и никогда не поднимутся вверх от земли.
— Брахмагупта, Брахма-спхута-сиддханта (628) (cf. al-Biruni (1030), Indica)
О силе тяжести Земли Брахмагупта говорил:

Тела падают на землю, так как это в природе Земли — притягивать их, так же как в природе воды — течь.
— Thomas Khoshy, Elementary Number Theory with Applications, Academic Press, 2002, p. 567. ISBN 0-12-421171-2

## Сочинения
Основной труд Брахмагупты, «Усовершенствованное учение Брахмы» («Брахма-спхута-сиддханта», 628), содержит 25 разделов:
1. О состоянии земного шара и форме неба и земли.
2. Об оборотах светил и об определении времени; о том, как находить средние положения светил; об определении синуса дуги.
3. О составлении таблицы светил.
4. О трёх проблемах, а именно: о тени, о истекшей части дня и о гороскопе; а также о том, как выводить одно из них из другого.
5. О том, как светила появляются из-за лучей Солнца и как они скрываются за ними.
6. О том, как показывается молодой месяц, и о его двух рогах.
7. О затмении Луны.
8. О затмении Солнца.
9. О тени Луны.
10. О соединении и противостоянии светил.
11. О широтах светил.
12. О критике того, что содержится в книгах и таблицах, и о различении правильного от неправильного.
13. Об арифметике и её применении в исчислении расстояний и в других случаях.
14. Об уточнении среднего положения светил.
15. Об исправлении таблицы светил.
16. О точном исследовании трёх проблем.
17. Об отклонении затмений.
18. О точном определении появления молодого месяца и его двух рогов.
19. О методе «куттака».
20. О расчётах в размерах стихов и метрике.
21. Об окружностях и инструментах.
22. О четырёх мерах времени — по Солнцу, по восходу, по Луне и по лунным станциям.
23. О знаках для чисел и цифр в стихотворных сочинениях по этому предмету.
24. О доказательствах, не использующих математику.[источник не указан 4368 дней]

Вторая работа Брахмагупты, «Кхандакхадьяка» (655), также представляет собой фундаментальный труд по астрономии.

## Публикации
- Brahmagupta. Brahma-Sphuta-Siddhanta. New Delhi, 1966. vol. 1.